# Irische Nationalmannschaft bei der Internationalen Sechstagefahrt
Die irischen Nationalmannschaften bei der Internationalen Sechstagefahrt sind eine Auswahl von Fahrern und Fahrerinnen (bislang war jedoch keine Frauennationalmannschaft am Start) für die Nationenwertungen dieses Wettbewerbes.
Entsprechend den Regelungen für die Sechstagefahrt wurden Nationalmannschaften für die Wertung um die Trophy (später: World Trophy), Silbervase (ab 1985: Junior World Trophy) und die Women’s World Trophy zugelassen. Der Umfang der Mannschaften und die Regularien für die Teilnahme änderten sich mehrmals im Laufe der Zeit.
Erstmals nahm 1928 eine Nationalmannschaft im Wettbewerb um die Silbervase teil. Zwischen 1929 und 1934 gelangen hier drei zweite Plätze, was gleichzeitig bislang die besten Platzierungen in diesem Wettbewerb sind. Eine Mannschaft für die World Trophy nahm erst 1985 das erste Mal teil. Hier gelang 1993 mit dem zweiten Platz die bislang beste Platzierung – wobei seit 2007 bislang überhaupt keine Nationalmannschaften mehr für die Six Days gestellt wurden.
Die Liste erhebt keinen Anspruch auf Vollständigkeit.

## 1928–2006
| Jahr                    | World Trophy | Silbervase |
| ----------------------- | --- | --- |
| 1928                    | keine Teilnahme | 7. J. Healy (A.J.S. 349) F. G. Holmes (Triumph 494) G. G. Briggs (Matchless 495)                                                                                      |
| 1929                    | keine Teilnahme | 2. (A-Mannschaft) Carvill (Triumph) Stewart (Royal Enfield) McKee (Sunbeam)                                                                                           |
| 1929                    | keine Teilnahme | 15. (B-Mannschaft) Henry Tyrell-Smith (Rudge-Witworth) Walsh (Rudge-Witworth) Duffin (Rudge-Witworth)                                                                 |
| {\displaystyle \vdots } | keine Teilnahme | keine Teilnahme |
| 1933                    | keine Teilnahme | 2. (A-Mannschaft) H. McKee (Levis) Sh. Moran (Matchless) C. W. Duffin (Matchless)                                                                                     |
| 1933                    | keine Teilnahme | 9. (B-Mannschaft) T. Stewart (Royal Enfield) G. M. Campbell (Levis) G. C. M. Thompson (Scott)                                                                         |
| 1934                    | keine Teilnahme | 8. (A-Mannschaft) H. McKee (Matchless 498) Sh. Moran (Matchless 498) C. W. Duffin (Matchless 498)                                                                     |
| 1934                    | keine Teilnahme | 2. (B-Mannschaft) G. M. Campbell (New Imperial 346) Thos. Stewart (Royal Enfield 346)                                                                                 |
| 1935                    | keine Teilnahme | 5. (A-Mannschaft) Thos. Stewart (Royal Enfield 346) C. W. Duffin (Matchless 498) R. C. Yeates (Triumph 493)                                                           |
| 1935                    | keine Teilnahme | A. (a) (B-Mannschaft) E. P. Griffith (Ariel 497) Sh. Moran (Matchless 498) nicht bekannt                                                                              |
| 1936                    | keine Teilnahme | 7. R. T. Hill (Norton) Th. Stewart (Royal Enfield 499) C. W. Duffin (Matchless 495)                                                                                   |
| 1937                    | keine Teilnahme | 4. (A-Mannschaft) C. W. Duffin (Matchless 498) A. Archer (Ariel 497) R. C. Yeates (Triumph 349)                                                                       |
| 1937                    | keine Teilnahme | 5. (B-Mannschaft) H. McKee (Levis 498) Sh. Moran (Matchless 498) Th. Stewart (Royal Enfield 346)                                                                      |
| 1938                    | keine Teilnahme | 9. (A-Mannschaft) |
| 1938                    | keine Teilnahme | 4. (B-Mannschaft) |
| 1939                    | keine Teilnahme | keine Teilnahme |
|                         | | |
| 1947                    | keine Teilnahme | keine Teilnahme |
| 1948                    | keine Teilnahme | keine Teilnahme |
| 1949                    | keine Teilnahme | 6. (A-Mannschaft) |
| 1949                    | keine Teilnahme | 12. (B-Mannschaft) |
| 1950                    | keine Teilnahme | 5. |
| 1951                    | keine Teilnahme | 10. Edward Gibson (Royal Enfield 350) William Clark (Royal Enfield 350) Thomas Stronge (Royal Enfield 350)                                                            |
| {\displaystyle \vdots } | keine Teilnahme | keine Teilnahme |
| 1954                    | keine Teilnahme | 11. (A-Mannschaft) Eric E. Richardson (Royal Enfield 346) Dudley F. Ryder (Royal Enfield 346) W. J. Clark (Royal Enfield 346)                                         |
| 1954                    | keine Teilnahme | 15. (B-Mannschaft) David R. Felton (NSU 250) W. Robert Mann (NSU 250) William J. Hutton (NSU 250)                                                                     |
| 1955                    | keine Teilnahme | keine Teilnahme |
| 1956                    | keine Teilnahme | 26. (A-Mannschaft) Eric E. Richardson (Royal Enfield 346) Samuel H. Miller (Royal Enfield 346) W. Robert Mann (Royal Enfield 346) Dudley F. Rider (Royal Enfield 499) |
| 1956                    | keine Teilnahme | 24. (B-Mannschaft) William J. Hutton (Triumph 649) David R. Felton (Triumph 498) D. L. Martin (Triumph 498) David G. Andrews (Triumph 174)                            |
| {\displaystyle \vdots } | keine Teilnahme | keine Teilnahme |
| 1965                    | keine Teilnahme | 20. |
| 1966                    | keine Teilnahme | 9. David R. Felton (Bultaco 250) William J. Hutton (Bultaco 250) R. Whyte (Bultaco 250) David G. Andrews (Bultaco 175)                                                |
| 1967                    | keine Teilnahme | keine Teilnahme |
| 1968                    | keine Teilnahme | 13. William J. Hutton (Suzuki 247) R. Whyte (Suzuki 118) J. McMaster (Suzuki 118) David G. Andrews (Suzuki 118)                                                       |
| {\displaystyle \vdots } | keine Teilnahme | keine Teilnahme |
| 1971                    | keine Teilnahme | 15. (A-Mannschaft) G. Scarlett (Puch 125) D. McBride (Puch 125) T. Patterson (Puch 125) David G. Andrews (Puch 125)                                                   |
| 1971                    | keine Teilnahme | 19. (B-Mannschaft) W. V. Wallace (Bultaco 247) W. Buchanan (Montesa 247) D. J. Mills (Bultaco 247) M. T. Orr (Montesa 247)                                            |
| 1972                    | keine Teilnahme | 26. W. Buchanan (Bultaco 250) L. D. Hamilton (Bultaco 250) G. Scarnett (Bultaco 350) D. J. Mills (Bultaco 350)                                                        |
| 1973                    | keine Teilnahme | 25. William Borland (Ossa 250) Samuel Buchanan (Bultaco 250) George McKee (Bultaco 250) David Mills (Suzuki 500)                                                      |
| 1974                    | keine Teilnahme | keine Teilnahme |
| 1975                    | keine Teilnahme | 8. |
| {\displaystyle \vdots } | keine Teilnahme | keine Teilnahme |
| 1983                    | keine Teilnahme | 15. Harold Crawford (Husqvarna 250) Robert Davison (Husqvarna 250) Geoffrey Purce (Husqvarna 250) Adrian Lappin (Husqvarna 500)                                       |
| 1984                    | keine Teilnahme | 13. Geoffrey Purce (Honda 250) Harold Crawford (Honda 350) Robert Davison (Honda 350) Adrian Lappin (Honda 350)                                                       |
| 1985                    | 17. Geoffrey Purce (KTM 250) Ken Johnson (Kawasaki 250) Adrian Lappin (Honda 500 4T) Robert Davison (Yamaha 500 4T) Ian Cathcart (Husqvarna 500)                                | ab 1985: Junior World Trophy |
| 1985                    | 17. Geoffrey Purce (KTM 250) Ken Johnson (Kawasaki 250) Adrian Lappin (Honda 500 4T) Robert Davison (Yamaha 500 4T) Ian Cathcart (Husqvarna 500)                                | keine Teilnahme |
| 1986                    | keine Teilnahme | keine Teilnahme |
| 1987                    | 15. David Marcus (Kawasaki 125) Adrian Lappin (Honda 250) Charles Smiley (Kawasaki 250) Geoffrey Purce (Kawasaki 250) Nicholas Craigie (Husqvarna 500) Ian Cathcart (Honda 350) | keine Teilnahme |
| 1988                    | 15. Ian Graham (KTM 125) Adrian Lappin (Honda 250) Robert Davison (Yamaha 250) Geoffrey Purce (Honda 250) M. Harris (Suzuki 500) Charles Smiley (Husqvarna +500 4T)             | keine Teilnahme |
| 1989                    | 17. Gordon Scott (Yamaha 125) Ian Buchanan (Yamaha 250) Anthony Kirk (Kawasaki 250) Geoffrey Purce (Yamaha 250) M. Harris (Husqvarna 500) Laurence Spence (Husqvarna 500 4T)    | keine Teilnahme |
| 1990                    | Brian Stewart (Kawasaki 125) Stanley Callaghan (Suzuki 250) Michael Taylor (Kawasaki 250) Adrian Lappin (Husky 350) Ian Buchanan (Husky 500) Laurence Spence (Husaberg +500 4T) | keine Teilnahme |
| 1991                    | 15. Nicholas Craigie (TM 125) Brian Stewart (Honda 125) Maurice Rudoock (Kawasaki 250) Paul McGuire (Honda 250) John Agnew (Husqvarna 500) Adrian Lappin (Husqvarna 350)        | keine Teilnahme |
| 1992                    | keine Teilnahme | keine Teilnahme |
| 1993                    | 2. David Doherty (Kawasaki 125) James Earny (Kawasaki 250) Stanley Callaghan (Kawasaki 250) Paul McGuire (Yamaha 250) Brian Stewart (Husqvarna 350) Ian Buchanan (Suzuki 500)   | keine Teilnahme |
| 1994                    | 17. David Doherty (Kawasaki 125) Adrian Lappin (TM 175) James Earney (Kawasaki 175) Paul McGuire (Yamaha 175) Ian Buchanan (KTM 350 4T) Laurence Spence (Husaberg 1300 4T)      | keine Teilnahme |
| {\displaystyle \vdots } | keine Teilnahme | keine Teilnahme |
| 1997                    | 13. Adrian Lappin (TM 125) Vinnie Fitzsimon (TM 175) Paul McGuire (Yamaha 175) Paul McMin (Husqvarna 400 4T) Ian Graham (KTM +500 4T) Stanley Callaghan (Kawasaki 400 4T)       | keine Teilnahme |
| 1998                    | | |
| 1999                    | 16. Stanley Callaghan (Kawasaki 250) Adrian Lappin (TM 250) Vinnie Fitzsimon (Kawasaki 250) Paul McGuire (TM 250) Robert Dawson (Honda 400) Paul McMin (Husqvarna +500 4T)      | keine Teilnahme |
| {\displaystyle \vdots } | keine Teilnahme | keine Teilnahme |
| 2004                    | 17. Ronan Buggle (Honda) Peter Campbell (Honda) Philip Powerly (TM) Gordon Clarke (TM) Vinnie Fitzsimon (VOR) Seamus Hayes (GasGas)                                             | keine Teilnahme |
| 2005                    | keine Teilnahme | keine Teilnahme |
| 2006                    | 14. Adrian Lappin (TM 450) Vinnie Fitzsimon (Honda 250) Chris Matthews (KTM 450) Philip Powderly (TM 125) Raymond Tolan (Yamaha 450) Gordon Clarke (TM 300)                     | keine Teilnahme |

## Seit 2007
| Jahr                    | World Trophy    | Junior World Trophy | Women’s World Trophy |
| ----------------------- | --------------- | ------------------- | -------------------- |
| 2007                    | keine Teilnahme | keine Teilnahme     | keine Teilnahme      |
| {\displaystyle \vdots } | keine Teilnahme | keine Teilnahme     | keine Teilnahme      |
| 2024                    | keine Teilnahme | keine Teilnahme     | keine Teilnahme      |